# Cosmos 6
Cosmos 6 (en cirílico, Космос 6), en ocasiones denominado Sputnik 16, fue un prototipo de satélite artificial soviético perteneciente a la clase de satélites DS (en concreto, era un DS-P1, el primero de su tipo) y lanzado el 30 de junio de 1962 mediante un cohete Kosmos-2I desde Kapustin Yar.

## Objetivos
El objetivo de Cosmos 6 fue servir de objetivo de radar para probar los sistemas de detección soviéticos.

## Características
Cosmos 6 tenía una masa de 355 kg y reentró en la atmósfera el 8 de septiembre de 1962. El satélite fue inyectado en una órbita con un perigeo de 261 km y un apogeo de 348 km, con una inclinación orbital de 48,9 grados y un período de 90,6 minutos.